# Stefan Bielecki

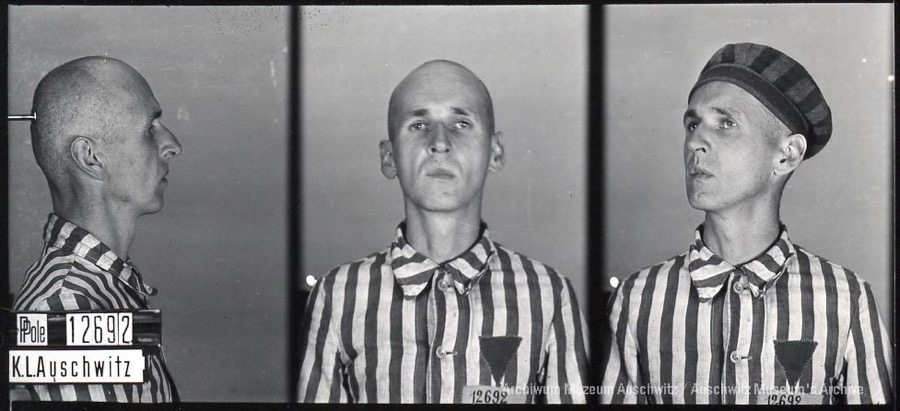
Stefan Bielecki więzień KL Auschwitz

Stefan Bartłomiej Bielecki ps. „Druh”, „Witold Ostrowski”, „Czesław” (ur. 20 kwietnia 1908 w Częstochowie, zm. 5 września 1944 w Warszawie) – uczestnik kampanii wrześniowej i powstania warszawskiego, inżynier hydrotechnik, członek Tajnej Armii Polskiej. Syn Lucjana.

## Życiorys
Ukończył studia na Wydziale Inżynierii Wodnej Politechniki Warszawskiej, po czym założył firmę budowlaną. Podczas kampanii wrześniowej ochotniczo uczestniczył w Obronie Warszawy. Od końca 1939 roku w konspiracji. Był oficerem Sztabu Głównego Tajnej Armii Polskiej. Aresztowany we wrześniu 1940, 5 kwietnia 1941 wywieziony do niemieckiego obozu koncentracyjnego Auschwitz, z którego udało mu się zbiec (16 maja 1942). Następnie był kierownikiem referatu Oddziału I sztabu „Wachlarza”, zaś od roku 1942 w kontrwywiadzie w Oddziale II Komendy Głównej Armii Krajowej.
Podczas powstania warszawskiego został ciężko ranny 2 sierpnia w rejonie ul. Prostej i Towarowej. Zginął 5 września w szpitalu przy ul. Boduena 5 podczas bombardowania przez lotnictwo niemieckie.